# Lappenpittas
Die Lappenpittas (Philepittidae) oder Jalas sind eine Familie in der Ordnung der Sperlingsvögel (Passeriformes), die auf Madagaskar vorkommt. Der madagassische Name lautet Asity. Er ist teilweise auch in den angelsächsischen und französischen Sprachgebrauch eingegangen.

## Merkmale
Lappenpittas sind kleine Vögel mit einem gedrungenen, rundovalen Körper, einem in Relation zum Rumpf relativ großen Kopf und kurzem, dickem Hals. Der Schwanz ist kurz, die Flügel sind abgerundet. Der Schnabel der zwei Arten der Gattung Neodrepanis ist relativ lang und deutlich gebogen, der Schnabel der Philepitta-Arten ist nur leicht gebogen. Das Gefieder von drei Arten ist auf dem Rücken grünlich oder bläulich und am Bauch gelblich. Eine Art ist fast vollständig schwarz. Die Männchen besitzen am Kopf auffällig gefärbte, unbefiederte Hautlappen.

## Lebensraum und Lebensweise

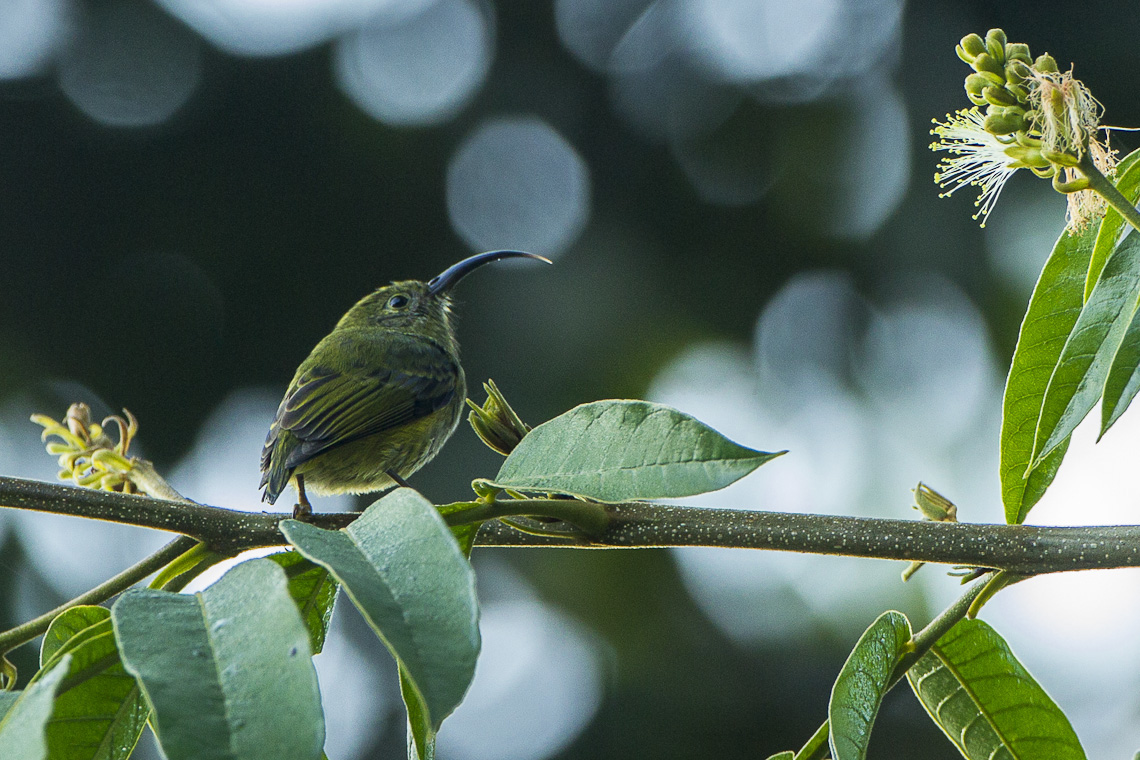
Langschnabel-Nektarjala (Neodrepanis coruscans)

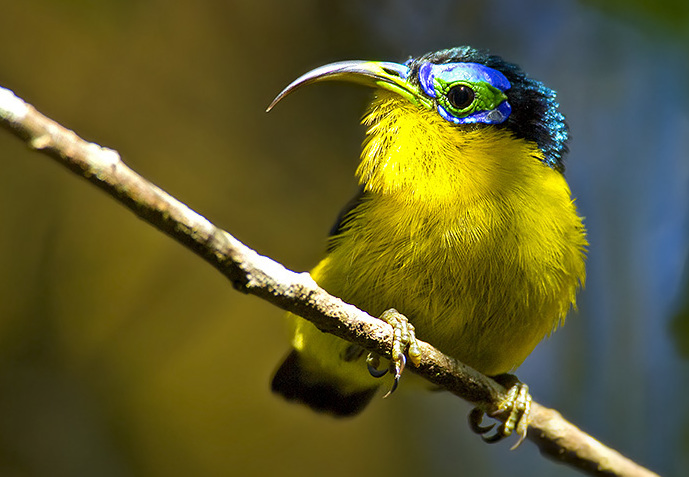
Kurzschnabel-Nektarjala (Neodrepanis hypoxanthus)

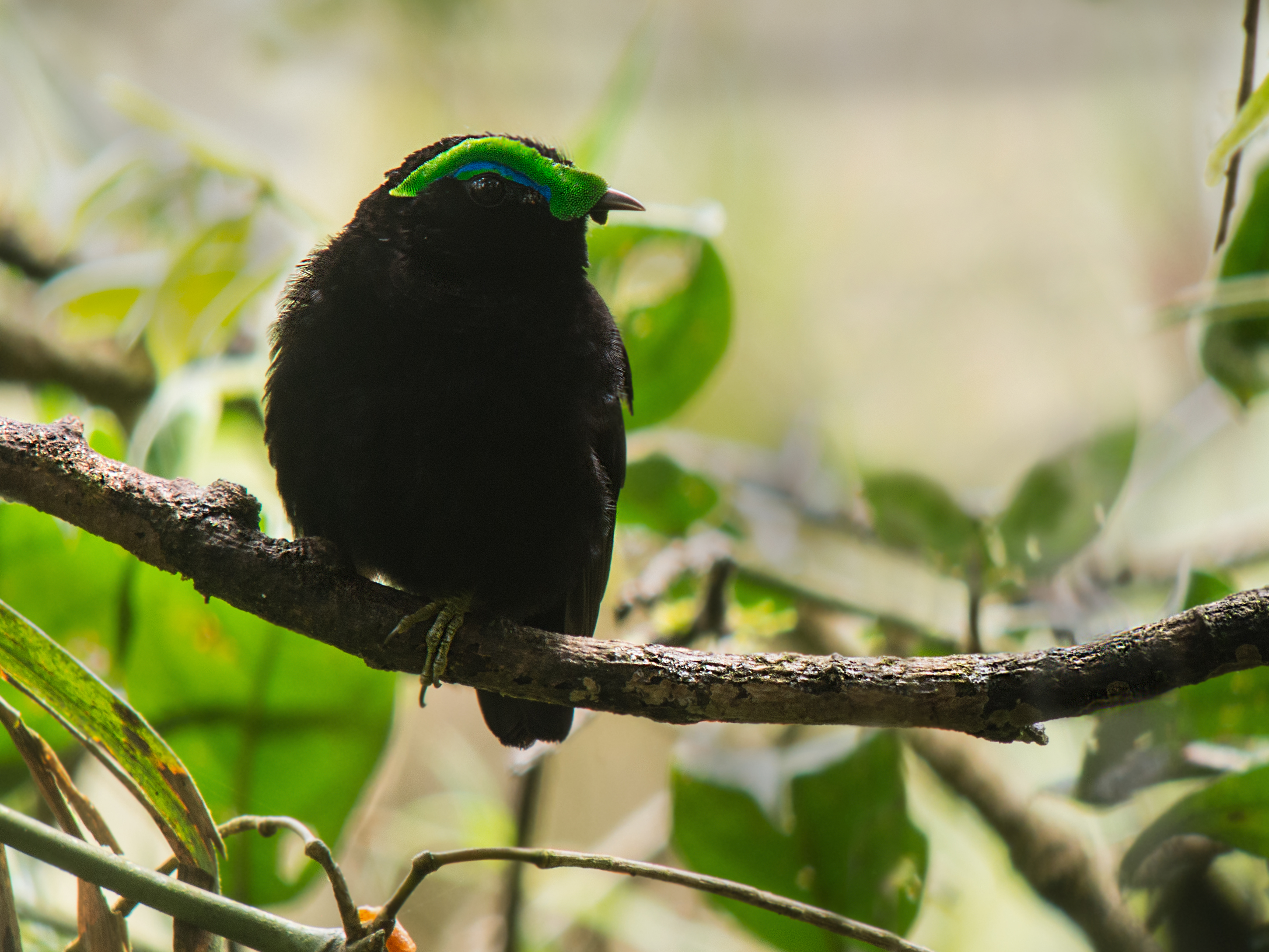
Seidenjala (Philepitta castanea)

Drei der vier Arten kommen in den feuchttropischen Wäldern des östlichen Madagaskars vor, eine lebt in den Trockenwäldern des Westens von Madagaskar. Philepitta-Arten fressen vor allem Früchte, daneben wird auch Nektar verzehrt. Neodrepanis-Arten ernähren sich vor allem von Nektar. Beide Gattungen erbeuten auch Insekten und andere kleine Wirbellose; die Jungvögel werden wahrscheinlich vor allem mit Früchten gefüttert. Ansonsten ist über die Fortpflanzungsbiologie der Familie, mit Ausnahme des Seidenjalas, kaum etwas bekannt. Freilandbeobachtungen deuten darauf hin, dass sich bei der Gattung Neodrepanis beide Eltern am Nestbau und der Fütterung der Jungvögel beteiligen.

## Gattungen und Arten
Es gibt vier Arten, die zwei Gattungen zugeordnet werden.
- Gattung Neodrepanis
  - Langschnabel-Nektarjala (Neodrepanis coruscans): Im Gegensatz zum Kurzschnabel-Nektarjala ist der Langschnabel-Nektarjala wesentlich besser bekannt. Dieser kleine, nur zehn Zentimeter lange und an Baumläufer erinnernde Vogel bewohnt weite Teile der Insel. Er besitzt einen langen, nach unten gebogenen Schnabel und ernährt sich von Insekten, die er von der Baumrinde pickt. Das Gefieder ist oben schillernd blau und unten gelb gefärbt. Über den Augen trägt er zwei große Hautlappen.
  - Kurzschnabel-Nektarjala (Neodrepanis hypoxanthus): Über diesen Jala weiß man extrem wenig, man kennt nur ein paar Exemplare aus Ostmadagaskar.

- Gattung Philepitta
  - Gelbbauchjala (Philepitta schlegeli): Dieser Jala ist im Westen der Insel verbreitet und hat größere Gelbanteile im Gefieder. Männliche Tiere zeichnen sich durch einen schwarzen Kopf und schwarze Hautlappen aus.
  - Seidenjala (Philepitta castanea): Der Seidenjala kommt im Tiefland des Ostens vor. Als Nahrung dienen vermutlich kleine Früchte. Das kolbenförmig herabhängende Nest weist über dem Eingang eine kleine Überdachung auf. Das Weibchen legt oft drei längliche, weißliche Eier. Die Weibchen sind olivgrünlich gefärbt, die Männchen sind schwarz und besitzen gelbe Federenden. Über jedem Auge befindet sich ein langer grünlicher Hautlappen.